# Río Limarí
Río Limarí är ett vattendrag   i Chile.   Det ligger i regionen Región de Coquimbo, i den centrala delen av landet, 300 km norr om huvudstaden Santiago de Chile.
I omgivningen kring Río Limarí växer i huvudsak buskskog och området är glesbefolkat, med 20 invånare per kvadratkilometer.